# 卡斯蒂列哈德尔坎波
卡斯蒂列哈德尔坎波，是西班牙安达卢西亚自治区塞维利亚省的一个市镇。 总面积16平方公里，总人口606人（2001年），人口密度38人/平方公里。